# Czemery (gmina)
Czemery – dawna gmina wiejska istniejąca do 1939 roku w woj. nowogródzkim (obecnie na Białorusi). Siedzibą gminy były Czemery (418 mieszk. w 1921 roku), a następnie Kościeniewo (261 mieszk. w 1921 roku).
W okresie międzywojennym gmina Czemery należała do powiatu słonimskiego w woj. nowogródzkim. 1 października 1927 roku do gminy Czemery przyłączono część obszaru gminy Miżewicze. 1 kwietnia 1929 roku do gminy Czemery przyłączono część obszaru gminy Żyrowice, natomiast część obszaru gminy Czemery włączono do gmin Kostrowicze, Szydłowicze i Żyrowice.
Po wojnie obszar gminy Czemery wszedł w struktury administracyjne Związku Radzieckiego.